# Нарсак
Нарсак (дат. и гренл. Narsaq) — город на юго-западе Гренландии. На севере граничит с Нууком, на востоке — с Аммассаликом, на юге — с Какортоком и Нанорталиком, на западе — с Ивиттуутом и Паамиутом.
Население города достигает 1700 чел. и ещё несколько сотен проживают в окрестностях (Нарсарсуак, Кассиарсук, Игалику). Первые люди появились здесь тысячелетия назад, но непрерывных поселений не существовало. Название «Нарсак» с гренландского языка перевоится как «равнина» как отражение красивой местности, в которой лежит город. К северу находится фьорд Сермилик (Ледовый фьорд), в который выходит выводной край ледника, и поэтому там много айсбергов.

## Экономика и инфраструктура
Город начал расти в 1953 г., когда появился рыбозавод, и к 1959 г. его население достигло 600 чел. Сегодня в Нарсаке есть ратуша, церковь, полицейский участок, пожарное депо, больница, начальная школа и другие учебные заведения, два супермаркета и несколько мелких магазинов. Основное занятие население — рыболовство и переработка рыбы, но также в городе есть единственная в Гренландии бойня, где режут овец и северных оленей, поставляемых окрестными фермами, такими как Кассиарсук и Игалику. Также большую роль играет охота на тюленей, особенно весной, когда они прибывают с восточного берега вокруг мыса Фарвелл.
На горе Хванефельд находится открытая в 1978 г. и закрытая ныне урановая шахта. Есть также и другие редкие минералы.
С 2006 г. в Нарске есть и единственная пивоварня, несмотря на проблему алкоголизма, существующую для местного населения. «Greenland Brewhouse» производит эль с использованием ледниковой воды и экспортирует его в Данию.

## Природа
В море близ Нарсака много китов-горбачей, гренландских тюленей, морских зайцев и лосося. Наземная фауна включает песца, снежного зайца, немного северных оленей. Изредка на плавающих льдинах прибывают белые медведи, но ввиду охоты на них такое случается очень редко — их отстреливают ещё в Тасиилаке, на восточном берегу, в крайней случае в Нанорталике, на юге. Из птиц встречаются пуночка, ворон, кречет, орлан-белохвост, чёрный чистик, тундряная куропатка и другие. Флора представлена кипреем, березой, ивой, бузиной, черникой, пушицей.
Климат города, лежащего на широте Осло, субарктический, но с сильным влиянием Атлантики, смягчающим его, так что даже зимой иногда вместо снега идёт дождь. Летом на солнце температура может подниматься высоко, из-за сухого воздуха из глубин острова и длительного светового дня температуры в 15 °C ощущаются как жаркие.

## Культура и достопримечательности
Архитектурный облик Нарсака — это смесь охотничьих домиков, современных разноцветных малых семейных домов и современного жилого квартала.
Впервые эта территория была заселена ещё викингами в 1000—1450 гг. и развалины их построек ещё различимы. В Кассиарсуке есть полностью отреставрированный двор времен викингов.